# N.A.S.A. (grupo musical)
N.A.S.A. (que significa North America/South America, em português: América do Norte/América do Sul) é um projeto musical de música eletrônica, que surgiu em Los Angeles, formado pelo duo de DJs e produtores Squeak E. Clean (americano) e DJ Zegon (brasileiro), dai a  sigla N.A.S.A. (em alusão a naturalidade dos artistas, um da América do Norte, outro da América do Sul)

## História
N.A.S.A. foi criado quando o americano Sam Spiegel (Squeak E. Clean) e o brasileiro Zé Gonzales (DJ Zegon), ex-integrante do Planet Hemp, que se uniram a fim de criar sua gravadora independente. Ambos se conheceram em uma festa e, a partir daí, começaram a trabalhar juntos em seu estúdio de gravação. A dupla fez um pacto com a gravadora americana Anti- Records e lançaram The Spirit Of Apollo, seu primeiro álbum de estúdio.

## Discografia
- 2009 The Spirit Of Apollo
- 2010 The Big Bang

## Prêmios
- A dupla ganhou a categoria de melhor eletrônico no VMB 09, realizado pela MTV Brasil.[3] Apenas DJ Zegon compareceu à festa para receber o prêmio.